# Bucculatrix exedra
Bucculatrix exedra là một loài bướm đêm thuộc họ Bucculatricidae. Nó được tìm thấy ở Nhật Bản (Honshu, Shikoku, Kyushu) và Ấn Độ.
Sải cánh dài khoảng 8 mm.
Ấu trùng ăn Firmiana platanifolia. Chúng ăn lá nơi chúng làm tổ. 